# Lothar Stäber
Lothar Stäber (ur. 1 kwietnia 1936 w Erfurcie) – niemiecki kolarz torowy, srebrny medalista olimpijski.

## Kariera
Największy sukces w karierze Lothar Stäber osiągnął w 1960 roku, kiedy wspólnie z Jürgenem Simonem zdobył srebrny medal w wyścigu tandemów podczas igrzysk olimpijskich w Rzymie. W finałowym wyścigu Niemcy ulegli ekipie Włoch w składzie Giuseppe Beghetto i Sergio Bianchetto. Był to jedyny medal wywalczony przez Stäbera na międzynarodowej imprezie tej rangi oraz jego jedyny start olimpijski. Wielokrotnie zdobywał medale torowych mistrzostw kraju, w tym pięć złotych. Nigdy jednak nie zdobył medalu na torowych mistrzostwach świata.